# Ton Schmidt
Antoon (Ton) Schmidt (Den Haag, 31 januari 1948) is een voormalig Nederlands waterpolospeler.
Ton Schmidt nam eenmaal deel aan de Olympische Spelen, in 1972. Hij eindigde met het Nederlands team op de zevende plaats. In de competitie kwam Schmidt uit voor De Amsterdamse Zwemclub 1870.
Mart Bras · 
Ton Buunk · 
Wim Hermsen · 
Hans Hoogveld · 
Evert Kroon · 
Hans Parrel · 
Wim van de Schilde · 
Ton Schmidt · 
Gijze Stroboer · 
Jan Evert Veer · 
Hans Wouda